# イギリスの国章
イギリスの国章（イギリスのこくしょう、Royal coat of arms of the United Kingdom）は、イギリス国王の個人的な紋章である。
王族・政府には、この紋章と共通する要素をもつ別の紋章がある。イギリス国王は、スコットランド王としての紋章も有している。

## デザイン
イングランドを象徴するライオンとスコットランドを象徴するユニコーンが盾を支えている。イギリスの古くからの伝説では、ユニコーンはとても危険な獣のため、この国章では鎖でつながれている。これは、スコットランドがイギリスと深く結びついており、離脱ができないことを象徴するものとも言われている。
盾の上には、冠をかぶったライオンがいる。ライオンのかぶっている冠は、イギリスの戴冠用王冠である聖エドワード王冠で、このライオンはイギリスを守っている、という意味がある。
四分割された盾の右上に配置された赤地に金色のライオン3頭はイングランド王室紋章、左上と右下の金地に赤いライオンはスコットランドの紋章、左下の青地に金の竪琴はアイルランドの紋章である。なお、イギリスを構成する4つの非独立国のうちウェールズ(紋章は赤い竜)は、他の3国が王国であるのに対して公国であり、古くから王国に対して格が劣ると考えられていたため、テューダー朝期などを除き紋章には含まれていない。

イングランド王室紋章
スコットランドの紋章
アイルランドの紋章

盾の下に生えている紅白のバラ(テューダー・ローズ)、アザミ、シャムロックはそれぞれイングランド、スコットランド、アイルランドを象徴している。
盾を囲む青いベルトはガーター勲章を表し、フランス語で "HONI SOIT QUI MAL Y PENSE"（英: "Evil to him who evil thinks", "Spurned be the one who evil thinks", or "Shame upon him who thinks evil upon it"、思い邪なる者災いあれ）の文字が記されている。下部のリボンにはイギリス（とイングランド）の "DIEU ET MON DROIT"（英: God and my right、神と我が権利）という標語が記されている。

### 紋章記述
イギリスの国章の正式な紋章記述は次のとおり。
Quarterly, first and fourth Gules three lions passant gardant in pale Or armed and langued Azure (for England), second quarter Or a lion rampant within a double tressure flory-counter-flory Gules (for Scotland), third quarter Azure a harp Or stringed Argent (for Ireland), the whole surrounded by the Garter; for a Crest, upon the Royal helm the imperial crown Proper, thereon a lion statant gardant Or imperially crowned Proper; Mantling Or and ermine; for Supporters, dexter a lion rampant gardant Or crowned as the Crest, sinister a unicorn Argent armed, crined and unguled Proper, gorged with a coronet Or composed of crosses patée and fleurs de lis a chain affixed thereto passing between the forelegs and reflexed over the back also Or. Motto 'Dieu et mon Droit' in the compartment below the shield, with the Union rose, shamrock and thistle engrafted on the same stem.

## ギャラリー

### 1707年の合同法以前の国章
イングランドの国章

イングランド王国の国章（1154年～1189年）
イングランド王国の国章（1189年～1198年）
イングランド王国の国章（1198年～1327年）
イングランド王国の国章（1327年～1340年）
イングランド王国の国章（1399年～1509年）
イングランド王国の国章（1509年～1554年）
イングランド王国の国章（1554年～1558年）
イングランド王国の国章（1558年～1603年）
イングランド王国の国章（1603年～1649年）
イングランド共和国の国章（1649年～1654年）
イングランド共和国の国章（1654年～1655年、1659年～1660年）
護国卿時代の国章（1655年～1659年）
イングランド王国の国章（1660年～1689年）
イングランド王国の国章（1689年～1694年）
イングランド王国の国章（1694年～1702年）
イングランド王国の国章（1702年～1707年）

スコットランドの国章

スコットランド王国の国章（～1558年）
スコットランド王国の国章（1558年～1559年）
スコットランド王国の国章（1559年～1560年）
スコットランド王国の国章（1560年～1565年）
スコットランド王国の国章（1565年～1603年）
スコットランド王国の国章（1603年～1651年）
イングランド共和国の国章（1651年～1654年）
イングランド共和国の国章（1654年～1655年、1659年～1660年）
護国卿時代の国章（1655年～1659年）
スコットランド王国の国章（1660年～1689年）
スコットランド王国の国章（1689年～1694年）
スコットランド王国の国章（1694年～1702年）

### グレートブリテン王国誕生後の国章

グレートブリテン王国の国章（1707年～1714年）
グレートブリテン王国の国章（1714年～1801年）
連合王国の国章（1801年～1816年）
連合王国の国章（1816年～1837年）
連合王国の国章（1837年～1901年）
連合王国の国章（1901年～1952年）
連合王国の国章（1952年～2025年）

スコットランドにおける国章

グレートブリテン王国の国章（1707年～1714年）
グレートブリテン王国の国章（1714年～1801年）
連合王国の国章（1801年～1816年）
連合王国の国章（1816年～1837年）
連合王国の国章（1837年～1952年）